# Paul Giffard
Paul Giffard (Paris, 30 septembre 1836 - Nice, 23 mars 1897), frère de Henri Giffard, est un inventeur français, à qui l'on doit de nombreux brevets sur la thermodynamique, le gaz et la compression. 

## Biographie

### Découvertes technologiques
Paul Giffard est l'auteur de nombreux brevets sur l'air comprimé. 
Dont en 1872, un brevet pour un pistolet à mécanisme d'expulsion à gaz liquéfié dont le brevet a été racheté 1 million de dollars US par la Colt's Manufacturing Company.
Ce brevet a été au cœur de discussions dans les milieux militaires car il était porteur de promesses d'armes ne nécessitant plus de poudre à canon. Son manque de puissance, de précision et son cout ont mené à l'abandon de l'usage militaire de cette technologie pour la destiner uniquement à l'entrainement ou au  divertissement.
Il est également l'inventeur d'un système avancé de Tube pneumatique.